# Provinz Modesto Omiste
Die Provinz Modesto Omiste liegt im südöstlichen Teil des Departamento Potosí im Hochland des südamerikanischen Anden-Staates Bolivien.

## Lage
Die Provinz Modesto Omiste ist eine von sechzehn Provinzen im Departamento Potosí. Sie liegt zwischen 21° 39' und 22° 06' südlicher Breite und zwischen 65° 10' und 66° 08' westlicher Länge. Sie grenzt im Norden an die Provinz Sur Chichas, im Osten an das Departamento Tarija, und im Süden und Südwesten an die Republik Argentinien. Die Provinz erstreckt sich über etwa 120 Kilometer in Ost-West-Richtung und 65 Kilometer in Nord-Süd-Richtung.

## Bevölkerung
Die Einwohnerzahl der Provinz Modesto Omiste ist in den vergangenen drei Jahrzehnten um fast zwei Drittel angestiegen:
| Jahr | Einwohner | Quelle       |
| ---- | --------- | ------------ |
| 1992 | 31 737    | Volkszählung |
| 2001 | 36 266    | Volkszählung |
| 2012 | 44 645    | Volkszählung |
| 2024 | 49 312    | Volkszählung |

Wichtigstes Idiom der Provinz mit 97 Prozent ist Spanisch, 44 Prozent der Bevölkerung sprechen Quechua. Hauptstadt der Provinz ist Villazón mit 35.167 Einwohnern (2012).
44 Prozent der Bevölkerung haben keinen Zugang zu Elektrizität, 54 Prozent leben ohne sanitäre Einrichtungen. 18 Prozent der Bevölkerung arbeiten in der Landwirtschaft, 11 Prozent in der Industrie, 71 Prozent im Bereich Dienstleistungen. 84 Prozent der Bevölkerung sind katholisch, 11 Prozent evangelisch. (2001)

## Gliederung
Die Provinz besteht nur aus einem Verwaltungsbezirk (bolivianisch „Municipio“), dem Municipio Villazón, das sich in dreizehn Kantone (cantones) unterteilt:
- 05-1501-01 Kanton Villazón – 23 Ortschaften – 39.429 Einwohner (Volkszählung 2012)
- 05-1501-02 Kanton Moraya – 9 Ortschaften – 646 Einwohner
- 05-1501-03 Kanton Berque – 2 Ortschaften – 112 Einwohner
- 05-1501-04 Kanton Casira – 2 Ortschaften – 560 Einwohner
- 05-1501-05 Kanton Chagua – 7 Ortschaften – 497 Einwohner
- 05-1501-06 Kanton Chipihuayco – 2 Ortschaften – 574 Einwohner
- 05-1501-07 Kanton Mojo – 1 Ortschaften – 117 Einwohner
- 05-1501-08 Kanton San Pedro de Sococha – 3 Ortschaften – 501 Einwohner
- 05-1501-09 Kanton Sarcari – 1 Ortschaft – 95 Einwohner
- 05-1501-10 Kanton Sococha – 2 Ortschaften – 462 Einwohner
- 05-1501-11 Kanton Salitre – 2 Ortschaften – 175 Einwohner
- 05-1501-12 Kanton Sagnasti – 6 Ortschaften – 589 Einwohner
- 05-1501-13 Kanton Yuruma – 2 Ortschaften – 888 Einwohner

## Ortschaften in der Provinz Modesto Omiste
- Villazón 35.167 Einw. – Matancillas 801 Einw. – Yuruma 684 Einw. – Chipihuayco 506 Einw. – Casira Grande 358 Einw. – Higueras 341 Einw. – Berque 291 Einw. – Sagnasti 278 Einw. – Mojo 253 Einw. – Casira Chica 202 Einw. – Sococha 192 Einw. – Cuartos 188 Einw. – Moraya 187 Einw. – Chagua 116 Einw. – Calahoyo 95 Einw.